# 김준희 (1902년)
김준희(金俊熙, 1902년 - ? )는 대한민국의 정치인이다.
일본 고베 상업고등학교를 졸업하고, 한청 진안군단장, 국민당 중앙집행위원, 제2대 국회의원을 역임하였으며, 양조업을 경영하였다. 한국전쟁 당시 납북되었다.

## 역대 선거 결과
|  | 31.54% |

|  | 13.59% |

## 참고 문헌
- 김준희 - 대한민국헌정회